# Oruzodes
Oruzodes là một chi bướm đêm thuộc họ Noctuidae.